# Анджей Носович
Анджей Носович (пол. Andrzej Nosowicz; нар. 18 листопада 1867, Стрий, Австро-Угорщина — пом. 17 серпня 1940, Львів, під час окупації СРСР) — польський інженер, міністр залізниць Польської Республіки.
Закінчив народне училище та реальне училище у Стрию. Навчався на інженерному факультеті Львівської політехніки. Працював у Державній залізничній дирекції у Львові.
З 1910 року Заступник начальника технічної служби Північної залізниці (K.u.K. Privilegierte Kaiser-Ferdinands-Nordbahn) у Відні, що базувалась в Кракові. Багато років він брав участь у будівництві нових залізничних ліній, серед яких: Тернопіль-Галич, Львів-Підгайці.
У незалежній Польщі він був головою Державної дирекції залізниць, а з 14 вересня 1923 року по 14 грудня 1923 року — міністром залізниць в уряді Вінцентія Вітоса. Був скарбником Політехнічного товариства у Львові.
Похований на Личаківському цвинтарі у Львові.